# Vaginalabstrich
Ein Vaginalabstrich, auch Scheidenabstrich genannt, ist ein Teil der gynäkologischen Untersuchung. Er dient in der Gynäkologie der Feststellung der momentanen Zyklusphase bzw. hormonellen Aktivität und zur Abklärung von Scheidenentzündungen und Krebserkrankungen. Die Abstrichentnahme ist das einfachste und gleichzeitig effektivste Verfahren zur Diagnostik, die Treffsicherheit insbesondere bei der zytologischen Untersuchung auf Tumorzellen liegt bei ca. 90 %.

## Vorgehen und Diagnosestellung
Ein vaginaler Abstrich erfolgt in der Regel mit Hilfe eines sterilen Tupfers, der über die Scheidenschleimhäute des hinteren Drittels der Vagina gestrichen wird. Die Vagina kann zur besseren Diagnostik mit einem Spekulum geweitet werden.

## Sonderformen der Zellgewinnung
Sonderformen sind die Zellentnahme durch Portioabschabung mit entsprechenden Spateln oder der Zervikalabstrich mit einem Bürstchen (Cytobrush).

## Funktionsdiagnostiken
Bei weiterer Fragestellung können fakultativ folgende Abstriche erfolgen:
Zytologische Funktionsdiagnostik
Im Rahmen der Krebsvorsorge werden Abstriche zur exfolianten Tumorzytologie entnommen, die miterfassten Zellen der Scheidenschleimhaut in einem spezialisierten zytologischen Labor nach Papanicolaou Pap-Abstrich gefärbt und auf Atypien untersucht.
Hormonelle Funktionsdiagnostik
Mikrobielle Funktionsdiagnostik
Sonstige Funktionsdiagnostik
In der Rechtsmedizin wird der Vaginalabstrich vorwiegend dazu benutzt, an genetische Spuren zu gelangen und so Sexualpartner festzustellen. Spermien können so bis zu drei Tage nach dem Geschlechtsverkehr nachgewiesen werden.